# Neumania armata
Neumania armata är en kvalsterart som beskrevs av Marshall 1922. Neumania armata ingår i släktet Neumania och familjen Unionicolidae. Inga underarter finns listade i Catalogue of Life.